# Mochlus paedocarinatus
Mochlus paedocarinatus (вертлявий сцинк абісинський) — вид сцинкоподібних ящірок родини сцинкових (Scincidae). Мешкає в Сомалі і Ефіопія.

## Поширення і екологія
Абісинські вертляві сцинки відомі з 6 місцевостей, розташованих в регіоні Огаден на північному сході Ефіопії і в регіоні Тогдер на північному заходу Сомалі. Ці малодосліджені плазуни живуть в сухих саванах.